# 2013年サンタモニカ銃撃事件
2013年サンタモニカ銃撃事件（2013ねんサンタモニカじゅうげきじけん）とは、2013年6月7日にアメリカ合衆国・カリフォルニア州サンタモニカで発生した、単独銃撃犯による殺人事件である。
家庭内のもめごととその後の住宅火災を発端とし、サンタモニカカレッジキャンパス近辺およびキャンパス内で一連の銃撃が行われた。容疑者を含む6人が死亡し、4人が負傷した。銃撃犯である23歳のジョン・ザワヒリは、サンタモニカカレッジの図書館で銃撃戦を交わしたときに警察官に殺された。

## 事件

### 家族の殺害と放火
2013年6月7日午前11時52分（PDT）に、カリフォルニアハイウェイパトロールは発砲があったとの通報電話を受けた。到着後、ザワヒリが住んでいたヨークシャーアベニュー2036番地にある家が燃えているのを見て、警察は消防署に電話をかけた。鎮火後、2人の男性の遺体が家で発見されたが、どちらも死因は銃撃による負傷だった。

### 無差別銃撃
家に放火した後、ザワヒリは合法的に購入（法律では銃器所有を禁止されていたが）したパーツ（そのいくつかはミル加工が必要であった）から組み立てたAR-15型半自動ライフルで武装し、マツダのハッチバックを運転している女性を止め、銃を突きつけた。通りすがりの女性運転手が介入しようとし、ザワヒリによって銃撃され負傷した。その後、彼はマツダ車の運転手である41歳の女性に、サンタモニカカレッジのキャンパスに連れて行くように命じた。途中でザワヒリはビッグブルーバス4057に向けて銃撃した。バスには約24人の乗客が乗っており、そのうち3人が負傷した。パトカーも銃撃された。大学のキャンパスに到着すると、ザワヒリはフォードエクスプローラーに撃ち込み、68歳の男性運転手を殺害し、同乗者に致命傷を負わせた 。

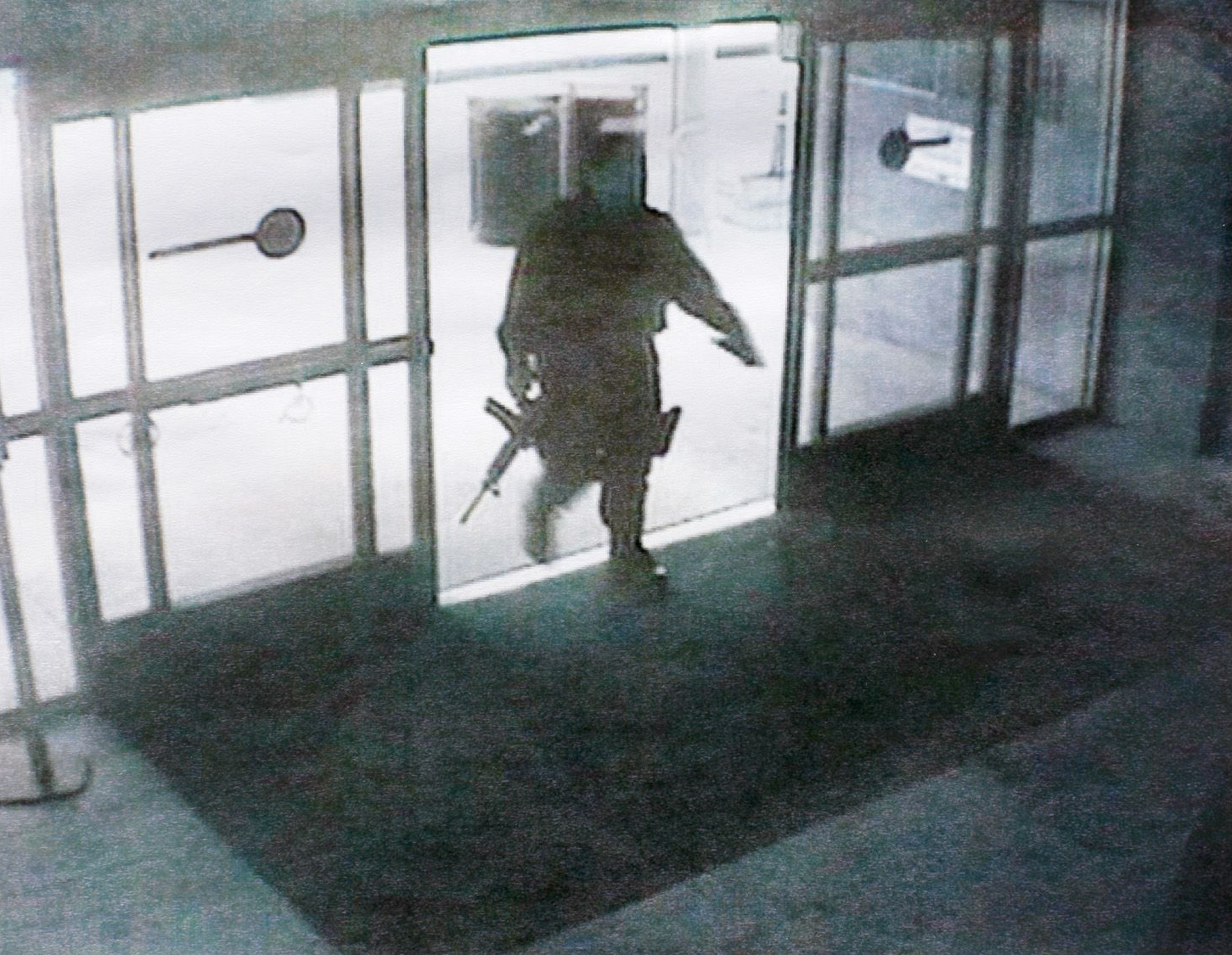
図書館に武器を持って入るザワヒリ容疑者

その後、彼は大学図書館に向かって歩き続け、図書館のすぐ外で別の女性を射殺した。図書館に入ると、ザワーリーは中に居た学生らに発砲し、その後、倉庫に閉じこもった図書館の職員らに集中的に発砲した。目撃者らは、銃声と悲鳴を聞いたが、自分たちは無傷で隠れたり逃げることができたと述べた 。キャンパスにいる間、彼は少なくとも70発発射し、弾倉、弾丸の箱、0.44口径のリボルバーを入れたダッフルバッグを落とした。
警察は大学に到着すると、ザワヒリと銃撃戦を交わした。彼は図書館内の警官らに致命傷を負わされた後、外に連れ出され、そこで死亡した。当局は、13分間の銃乱射事件に関係していると考えられる、最大9つの犯罪現場を調査した 。ザワヒリは殺害されていたが、警官らは8時間以上にわたってさらなる銃撃犯と犠牲者を大学キャンパスで積極的に捜索した。

### 影響
サンタモニカカレッジは閉鎖され、学生にはキャンパスから離れるようにFacebookページで声明が発表された。閉鎖はその日遅くに解除されたが、キャンパスの敷地は、学生がファイナル試験を受ける予定の次の月曜日の朝まで閉鎖されたままとなった。サンタモニカマリブ統一学区のすべての学校も同様に閉鎖された。事件後数日から数週間にわたり、サンタモニカカレッジで学生、職員、および近辺のコミュニティに対してメンタルヘルスカウンセリングが提供された。
当時、 バラク・オバマ大統領は、募金活動のために、サンタモニカのキャンパスから車でわずか10分の場所にいた。大統領の車列はルートが変更され、大統領はエアフォースワンに乗り無事に当地を後にした 。2014年3月に公表された銃撃の報告書では、迅速な警察の対応の背後にある理由がオバマの滞在であり、そのために多くの警官と同地域の特殊部隊が投入されていたことが明らかになった。
銃撃事件のちょうど2か月後の2013年8月7日に、 ロサンゼルスコミュニティカレッジ地区評議会は、9つの地域のキャンパスで銃器を禁止する決議を採択した。決議は、「繰り返されるキャンパス内銃撃の頻繁な発生」に言及した。また、「銃器の存在は、非使用時および教育的場面においても、パニックと恐怖に結びつく可能性がある」と述べた。この方針は、法執行官が携行する場合、または演技で使用する場合にのみ、キャンパスでの武器使用を許可している。これにより、これまでLACCDキャンパスで提供されていたノンクレジット銃器セーフティ講座の実施が事実上終了した。

## 被害者
警察に射殺されたザワーリーを含む5人が事件当日に殺された。被害者の1人は、負傷のため2日後に病院で死亡した。他に4人が負傷した。負傷した犠牲者は、 ロナルドレーガンUCLAメディカルセンターで治療を受けた。負傷した犠牲者の状態は重篤から軽症まで多岐にわたり、手術を受けた者もいる 。
ザワヒリの最初の犠牲者は、彼の父である55歳のサミール・ザワヒリと、兄の24歳のクリストファー・ザワヒリであり、どちらもサンタモニカのヨークシャーアベニュー2036の家に住んでいた。彼らは放火が行われた後に射殺されたと考えられている 。被害者の1人はデブラ・リン・ファインで、彼女はヨークシャーアベニューのカージャックに出くわし、介入しようとしたときに撃たれた50歳の女性である 。他の3人が軽傷で、ロナルドレーガンUCLAメディカルセンターに行った。1人は散弾タイプの負傷を負い、他の2人は銃撃とは無関係に負傷した。全員が治療を受け、退院した。
事件当日、 サンタモニカカレッジの図書館の近くで2人が死亡した。1人はリサイクル素材を収集していた68歳女性のマルガリタ・ゴメスであり 、もう1人は大学の68歳のグラウンドキーパーでありフォード・エクスプローラーの運転手であるカルロス・ナバロ・フランコだった。彼の26歳の娘で同乗のマルセラ・ディア・フランコは負傷し、2日後に病院で死亡した 。
ロサンゼルス郡検死局は、6月12日に死因を発表した。サミール・ザワヒリは複数回撃たれ、クリストファー・ザワヒリは胸を一回撃たれた。カルロス・ナバロ・フランコは、首と顔の銃創で死亡した。彼の娘でサンタモニカ大の学生であるマルセラ・ディア・フランコは、頭に銃創を負ったため死亡した。図書館の外で空き缶を集めていた女性のマルガリタ・ゴメスは、腹部と胸部を射たれて死亡した。ザワーリーは複数の銃創で死亡した。

## 銃撃犯
ジョン・サミール・ザワヒリ（1989年6月8日-2013年6月7日）は、6月8日に当局によって射撃犯として特定された。彼はAR-15型の半自動ライフル（追加の上部レシーバーを含む）と、44口径1858レミントンモデルのキャップ&ボールリボルバーを装備していた。カージャック被害者のローラ・シスクは、彼が黒い戦闘服と「ボディアーマー」を着ていると述べたが、戦闘用ベストにはどんな種類の防弾材も含まれていないと後に判明した 。情報筋によると、ザワーリーは、30発の弾倉を40個、服のポーチと持っていたバッグに入れて携行していた。弾薬は体に直接装着されるとともに、服と戦闘用ベストのポーチにも巻き付けられた。法執行機関の情報筋は、犯人の銃器による過度の武装と準備を引きながら、攻撃が計画的であったと述べた。
2006年、ザワヒリがサンタモニカのオリンピック高校の生徒だったとき、彼が攻撃用武器と爆発物の作り方の情報を求めてネット検索しているのをある教師が目撃した。彼が生徒、教師、キャンパス警備員に対して繰り返し脅迫を行っていることも判明した。数日内に警察沙汰となり、爆弾作成の資料が自宅で見つかった。ザワヒリはその後、 UCLA神経精神医学研究所に入院した  。その後ザワヒリはサンタモニカ高校で学び、2009年の冬にサンタモニカカレッジに入学した。大学当局者によると、在学中、ザワーリーにはとくに素行面での問題はなかった。彼は2010年の秋に大学を去った 。

### 動機
凶行は詳細不明な家族のいさかいで始まったとされる。公的記録によると、ザワヒリの両親は1985年に結婚し、1996年にヨークシャー・アベニューに購入した家に引っ越したが、母親のランダ・アブドゥは1998年に家を出て2人の男の子と一緒にアパートに引っ越した。彼女はしばらくして父親に対する禁止命令を求めたが、自らが法廷に出頭しなかったため、請求は却下された。その後、上の息子は父親と一緒にヨークシャーアベニューの住居に住んでいたが、ザワヒリは母親と一緒にロサンゼルスのマービスタにあるアパートに住んでいた。夫婦が離婚したという記録はないが、2013年までに別居状態が何年も継続していた。ランダ・アブドゥは銃撃の時点で国外の親戚を訪ねていたが、翌週末に帰国し当局の捜査に協力していた。
ザワヒリは3ページにわたる手書きメモを用意し身に付けていた。その中で、彼は父親と兄を殺したことに対する後悔の念を表明したが、動機は書いていなかった。彼は友人に別れを告げ、母親が大事に扱われ、父親の財産から補償を受けるようにという希望を表明した。捜査員は、精神疾患が殺害に寄与したと考えているが、詳細は明らかにされていない。警察は自宅を捜索し、レプリカの武器と違法なジップガンを発見した。また、 カリフォルニア州司法省が 2011年10月の文書で、ザワヒリに銃器購入資格がないことを通知したことも判明している。この事件はザワヒリの24歳の誕生日前日に発生した。

## 参照資料
1. 1 2 3  “Five dead, including gunman, in shooting rampage near Los Angeles”.   NBC News. 2013年6月8日閲覧。
2. 1 2  “3 dead in shooting, burned home near Calif. campus”.   Yahoo News. 2013年6月7日閲覧。
3. 1 2  “Injured victims of Santa Monica shooting”. Cbsnews.com 2013年6月10日閲覧。
4. 1 2 3 4 5  Serrano, Richard A.; Blankstein, Andrew; Gerber, Marisa (2013年6月8日). “Santa Monica gunman identity released”. Los Angeles Times 2013年6月8日閲覧。
5. 1 2 3 4 5  “Santa Monica shooting victim dies, bringing toll to 5”. CNN. (2013年6月10日) 2013年6月9日閲覧。
6. 1 2 3  “One dead in shooting at Southern California college, authorities say”. CNN. (2013年6月8日) 2013年6月7日閲覧。
7. ↑  Groves, Martha; Blankstein, Andrew; Rubin, Joel (2013年6月7日). “Three shot at Santa Monica College; second shooter possible”. Los Angeles Times 2013年6月7日閲覧。
8. ↑  “Santa Monica gunman kills four, injures at least five others in rampage”. Daily News (New York) 2013年6月7日閲覧。
9. ↑  Pamela Engel, "Here's The Legal Loophole That Allowed The Santa Monica Shooter To Own A Gun," Business Insider, 14 June 2014
10. 1 2 3  “Santa Monica gunman rips apart three families, including his own”. CNN. (2013年6月11日) 2013年6月10日閲覧。
11. 1 2 3 4 5  “City of Santa Monica: July 7th, 2013 Shooting Incident After-Action Report”. City of Santa Monica Office of Emergency Management (2014年3月). 2019年8月25日閲覧。
12. 1 2 3  “Police: Calif. attack that killed 4 was planned”.   WNYW New York. 2013年6月9日閲覧。
13. 1 2  Bacon, John (2013年6月10日). “Santa Monica shootings claim fifth victim”. USA Today 2013年9月26日閲覧。
14. ↑  “California gunman trod quietly and casually as he fired, killing 4”. CNN. (2013年6月9日) 2013年6月8日閲覧。
15. ↑  “Five slain in Santa Monica rampage”. Mercury News 2013年6月8日閲覧。
16. ↑  “Carlos Navarro Franco, victim identified in Santa Monica shooting”. WPTV (2013年6月8日). 2013年6月11日時点のオリジナルよりアーカイブ。2019年8月25日閲覧。
17. ↑  Almendrala, Anna (2013年6月7日). “Santa Monica College Shooting Leaves at Least Seven Dead, Several Others Wounded (UPDATES)”. Huffington Post 2013年6月7日閲覧。
18. ↑  “Santa Monica Shootings: 4 Victims and Suspect Killed: Police”.   ABC News. 2013年6月8日閲覧。
19. ↑  Cline, Seth (2013年6月8日). “Shooter Opens Fire at Santa Monica College, Multiple Injuries”. US News. 2019年8月25日閲覧。
20. ↑  “Shots Fired, Multiple Victims at Santa Monica College”.   redalertpolitics.com. 2013年6月10日閲覧。
21. ↑  Schreiber. “Obama Departs Santa Monica, Safely Lands in Palm Springs”.   Santamonica.patch.com. 2019年8月25日閲覧。
22. ↑  “Guns Now Banned At All L.A. Community Colleges”. LAist.com (2013年8月9日). 2013年8月13日時点のオリジナルよりアーカイブ。2013年8月30日閲覧。
23. ↑  “Santa Monica gunman kills four, injures at least five others in rampage that spilled onto college campus”. Daily  News (New York)
24. ↑  "Memorials Held for Victims of Santa Monica Shootings"
25. ↑  Blankstein, Andrew (2013年6月7日). “Santa Monica gunman killed father, brother, sources say”. Los Angeles Times 2013年6月7日閲覧。
26. ↑  “Santa Monica shooting victim survives”.   Dailynews.com. 2013年6月11日時点のオリジナルよりアーカイブ。2013年6月10日閲覧。
27. ↑  “Another victim dies in hospital”. Corsair (SMC campus newspaper). 2013年6月15日時点のオリジナルよりアーカイブ。2013年6月9日閲覧。
28. ↑  Mather, Kate (2013年6月10日). “Santa Monica shooting victim scavenged for cans, helped others”. Los Angeles Times (Los Angeles)
29. 1 2  “Santa Monica College shooting victims”. CNN. (2013年6月9日) 2013年6月8日閲覧。
30. ↑  “6th Person Dies As A Result Of Santa Monica Rampage”. 2013年6月9日閲覧。
31. ↑  “Coroner releases details on Santa Monica deaths”. cbsnews 2013年6月13日閲覧。
32. 1 2  “New Details Revealed In Santa Monica Shooting: Suspect Could Have Fired Up To 1,300 Rounds”.   Mediaite. 2013年6月8日閲覧。
33. 1 2 3  Abcarian, Robin; Garrison, Jessica; Groves, Martha (2013年6月10日). “Santa Monica shooter's background steeped in trauma, violence”. LA Times 2013年6月11日閲覧。
34. ↑  Nelson, Laura J.; Serrano, Richard A.; Blankstein, Andrew (2013年6月8日). “Santa Monica shooting was premeditated, police say”. LA Times 2013年6月9日閲覧。
35. ↑  Abdollah, Tami (2013年6月12日). “Santa Monica Shooter Had Troubled History Long Before Campus Rampage”. Time.com.  オリジナルの2013年6月19日時点におけるアーカイブ。 2013年6月15日閲覧。
36. 1 2 3  “Santa Monica College shooting gunman's background”. San Jose Mercury News. 2013年6月8日閲覧。
37. ↑  “Santa Monica mass murderer John Zawahri's family had dark history of violence”. New York Daily News. (2013年6月10日) 2013年6月11日閲覧。
38. ↑  “Program description: Entertainment Technology”.   Santa Monica College. 2013年5月22日時点のオリジナルよりアーカイブ。2013年6月11日閲覧。
39. ↑  Eady, Tina (2013年6月15日). “Zawahri had remorse letter, police say” (英語). The Corsair. Santa Monica College.  オリジナルの2016年3月4日時点におけるアーカイブ。 2017年9月24日閲覧。